# Vasco Fernandes de Lucena
Vasco Fernandes de Lucena est un diplomate, magistrat et lettré portugais du XVe siècle, mort très âgé vers 1500.

## Biographie
Né en Castille, dans la ville andalouse de Lucena, docteur en droit, il se trouvait au Portugal au début du règne d'Édouard Ier. En 1435, il prit part en qualité de juriste et d'« orator regis » à l'ambassade envoyée par le roi auprès du concile de Bâle, dirigée par Alphonse de Bragance, comte d'Ourem. Il y défendit les positions portugaises contre les plaintes castillanes à propos des conquêtes au Maroc. En juillet 1436, à Bologne, il prononça au nom du roi de Portugal un discours d'obédience devant le pape Eugène IV. En août, il présenta à la curie une requête d'indulgence plénière pour lui-même et son épouse Violante de Alvim. Entre l'automne 1436 et le mois de juin 1437, Poggio Bracciolini, alors secrétaire pontifical, lui adresse trois lettres : la première, très aimable, contient des conseils en matière de rhétorique latine, et recommande l'étude de Cicéron et Quintilien, surtout du premier ; dans les deux suivantes, le ton se dégrade fortement, à cause d'un paiement non effectué, et la troisième contient des injures. Le Pogge accuse son destinataire d'avoir menti sur ses origines juives et de s'être converti au christianisme par intérêt personnel, également traître aux deux religions.
En août 1437 eut lieu l'expédition portugaise sur Tanger qui tourna au désastre. Vasco Fernandes, revenu au Portugal, fut envoyé en ambassade auprès du roi Jean II de Castille pour obtenir son appui dans cette situation. La mission elle-même fut un succès puisque le roi de Castille intervint auprès du vizir Abu Zakariya Yahya, mais il n'obtint rien de lui. Après la mort du roi Édouard Ier (9 septembre 1438), les Cortès furent réunis à Torres Novas (10 novembre) pour prêter serment au nouveau roi Alphonse V, âgé de six ans, et résoudre l'épineuse question de la régence. Vasco Fernandes y prononça un discours pour appeler les assistants à l'obéissance au roi.
Il joua ensuite un rôle d'intermédiaire dans la période du conflit entre la reine-mère Éléonore d'Aragon et son beau-frère le prince Pierre, ce dernier s'imposant comme régent et la reine devant s'exiler en décembre 1440. Sous la régence de Dom Pedro, il se signala par ses travaux de traduction : c'est en 1442 qu'il traduisit en portugais le De ingenuis moribus et liberalibus studiis, le traité de pédagogie humaniste de Pier Paolo Vergerio, ouvrage destiné à l'éducation du jeune roi Alphonse V. Dom Pedro lui commanda aussi la traduction du De senectute de Cicéron et du Panégyrique de Trajan de Pline le Jeune. Il composa aussi pour le jeune roi un Tratado das virtudes que ao rey pertencem.
Malgré son apparente proximité avec le régent, au moment de la bataille d'Alfarrobeira (mai 1449), Vasco Fernandes se rangea du côté du jeune roi. Celui-ci l'en récompensa par des donations. En 1450, il fut envoyé en ambassade auprès du pape Nicolas V. Après son retour, le 21 septembre 1452, il fut nommé corregedor da corte, une haute fonction judiciaire. D'après le chroniqueur Rui de Pina, il accompagna le prince Ferdinand, frère du roi, dans sa tentative de quitter le pays sans autorisation. On ignore ses motivations, de même qu'on ignore si sa longue éclipse jusqu'à la fin du règne d'Alphonse V est liée en quelque façon à cet épisode.
Après la mort d'Alphonse V (28 août 1481), Vasco Fernandes réapparaît : nommé chancelier de la Casa do Cível par le successeur Jean II, il prononça un fameux discours aux Cortès réunis à Évora pour inaugurer le nouveau règne. Il fit partie en juin 1483 du tribunal qui condamna à mort le duc de Bragance pour complot. En 1585, il prit part à une ambassade auprès du pape Innocent VIII, et le 9 décembre de cette année prononça un autre discours d'obédience devant le souverain pontife. Dans une sentence rendue le 20 avril 1487, il s'intitule conseiller du roi, comte palatin et grand chroniqueur (cronista-mor) du royaume. Le titre de comte palatin lui a sans doute été conféré par le pape. D'autre part, de 1486 à 1496, il apparaît comme grand garde (guarda-mor) de la Torre do Tombo, les archives royales. En novembre 1490, il fit partie, aux côtés du duc de Beja (futur roi Manuel Ier), de la délégation de la cour qui alla accueillir à la frontière, sur le Rio Caia, l'infante Isabelle d'Aragon qui venait épouser le prince héritier Alphonse. Le 2 novembre, il prononça, en tant qu'orateur officiel, le discours de bienvenue.
Le roi Jean II lui commanda aussi la traduction du latin en portugais des quatre discours prononcés en 1449/50 par le doyen de Vergy (c'est-à-dire Jean Jouffroy, plus tard évêque et cardinal), envoyé à la cour de Portugal par le duc de Bourgogne Philippe le Bon (et sa femme la duchesse Isabelle de Portugal) pour protester contre ce qu'ils considéraient comme le meurtre du régent Dom Pedro (frère de la duchesse Isabelle) et la persécution de sa famille. 
Le 7 mars 1497, le roi Manuel Ier confirma à Vasco Fernandes la charge de chancelier de la Casa do Cível. C'est le dernier document d'époque où il est mentionné. Diogo Barbosa Machado affirme qu'il était toujours vivant en 1499, à un âge apparemment canonique.
Il reste de lui plusieurs discours officiels qu'il a prononcés (deux devant les Cortès, deux devant des papes), son traité sur les vertus royales, et ses traductions du latin en portugais de l'époque (de Pier Paolo Vergerio, de Cicéron, de Pline le Jeune, de Jean Jouffroy). En revanche, on ne conserve nulle trace de son activité de grand chroniqueur royal, bien qu'il ait dû occuper cette charge pendant une quinzaine d'années. Selon l'interprétation dominante de cette absence, cela tient au fait qu'il était trop occupé par ses autres fonctions, et que de cronista-mor il ne porta que le titre.
Son frère Dr. Mestre Rodrigo était físico-mor (médecin principal) de Jean II.

## Homonymie
Il ne faut pas confondre ce personnage (ce qui a été souvent fait) avec Vasco de Lucena, alias Vasque de Lucène (v. 1435-1512), lettré portugais au service de la cour de Bourgogne.

## Éditions récentes
- Francis M. Rogers (éd., trad.), The Obedience of a King of Portugal (texte latin, traduction anglaise et commentaire du discours prononcé le 9 décembre 1485 devant le pape Innocent VIII), University of Minnesota Press, Minneapolis, 1958.
- Martin de Albuquerque (éd.), Orações de obediência dos reis de Portugal aos Sumos Pontifices (seculos XV a XVII), Lisbonne, Inapa, 1988.